# Tratado de Nürtingen

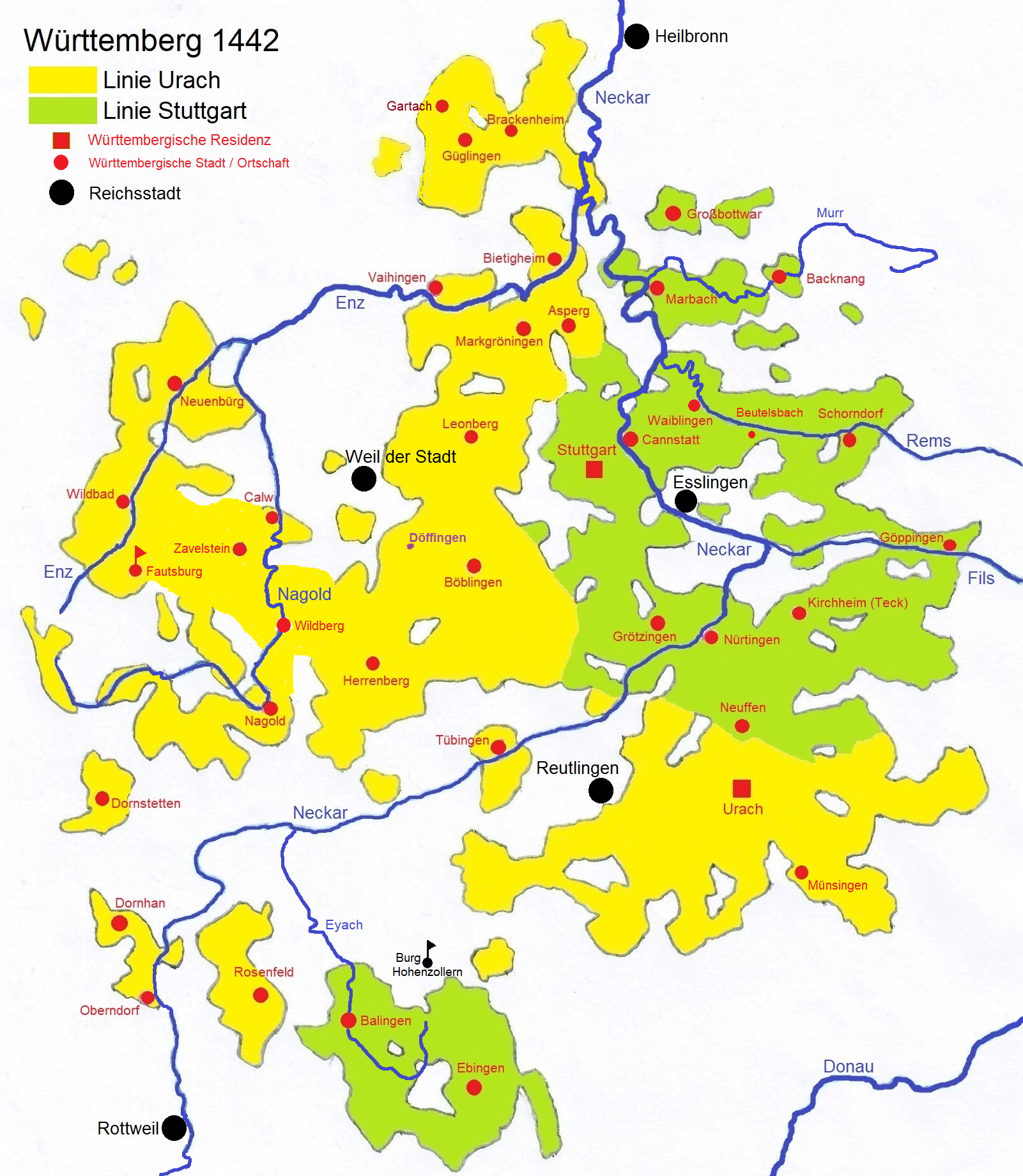
Divisão do Condado de Vurtemberga pelo tratado de Nürtingen.

O Tratado de Nürtingen foi um tratado celebrado a 25 de janeiro de 1442 que dividiu o Condado de Vurtemberga em dois estados.
Os intervenientes foram o conde Luís I e o seu irmão mais novo, o conde Ulrico V.
O condado havia já sido dividido uma primeira vez, em 23 de abril de 1441, na sequência do casamento de Ulrico com Margarida de Cleves e, nessa altura, Ulrico recebera as terras a oeste do rio Neckar, enquanto que Luís recebera as terras a leste. Esta divisão inicial deveria durar quatro anos, deixando Estugarda como uma cidade partilhada sem ficar consignada a nenhum dos lados mas, rapidamente, demonstrou ser desigual.
A alteração desta divisão permanente foi conseguida pelo Tratado de Nürtingen, em 1442:
- a metade que incluía Estugarda, conhecida por Vurtemberga-Estugarda, foi entregue a Ulrico e incluía, entre outras, as cidades de Cannstatt, Göppingen, Marbach, Neuffen, Nürtingen, Schorndorf e Waiblingen;
- a metade de Urach, conhecida por Vurtemberga-Urach, foi entregue a Luís e incluía, entre outras, as cidades de Balingen, Calw, Herrenberg, Münsingen, Tuttlingen e Tübingen.

Esta divisão foi revogada pelo Tratado de Münsingen, assinado a 14 de dezembro de 1482 e reintroduzida pelo Tratado de Esslingen, em 1492.